# امارت ابوظبی
امارت ابوظبی یکی از هفت امارتی است که امارات متحده عربی را تشکیل می‌دهند که مرکز آن شهر ابوظبی است.

## وجه تسمیه
«ظبی» نام عربی یک گونه آهوی خاص بومی عرب است که در این منطقه رایج بوده‌است. ابو ظبی به معنی مکانی پر از «ظبی» (آهو) است. این شهر پایتخت کشور امارات متحده عربی است و از نظر وسعت بزرگترین امارت آن (۶۷٬۳۴۰ کیلومتر مربع) به شمار می‌رود و به تنهایی حدود ۸۷ درصد این کشور را دربر گرفته‌است. ابوظبی همچنین از نظر جمعیتی هم بعد از دبی بزرگترین شهر امارات متحده عربی است. در ژوئیه ۲۰۱۱، جمعیت آن ۲٬۱۲۰٬۷۰۰ نفر تخمین زده می‌شود که ۴۳۹٬۱۰۰ نفر آن‌ها (حدود ۲۰٪) شهروند اماراتی هستند. مقر امیر امارات متحده عربی هم در شهر ابوظبی قرار دارد. علاوه بر آن، ابوظبی میزبان بسیاری از شرکت‌های نفت، سفارت‌خانه بسیاری از کشورهای خارجی و کابینه فدرال است.